# ورزشگاه نیو داگلاس پارک
ورزشگاه نیو داگلاس پارک (انگلیسی: New Douglas Park) که در حال حاضر در جهت اهداف حمایت مالی به نام ورزشگاه زدال‌ایکس شناخته می‌شود یک ورزشگاه فوتبال در همیلتون اسکاتلند است که برای میزبانی بازی‌های خانگی تیم فوتبال همیلتون آکادمیکال در لیگ یک اسکاتلند و تیم فوتبال کلاید در لیگ دو اسکاتلند مورد استفاده قرار می‌گیرد. این ورزشگاه نام خود را از داگلاس پارک، نام ورزشگاه سابق باشگاه که در فاصله بسیار نزدیک در مکان فعلی قرار داشت، اخذ کرده‌است.